# 许三湾城及墓群
许三湾城及墓群，位于中国甘肃省高台县，地处县西南新坝镇许三湾村，2001年6月25日公布为第五批全国重点文物保护单位。
1958年，政府号召大炼钢铁，寻得大量铜箭头和铜钱币，古城才引起关注。古城附近出土了“部曲督印”“赵猛印”“蔚多君印”铜印三颗及错银带钩一枚，从出土的文物来看，许三湾古城曾是一个军事要地。
西汉武帝元鼎六年（公元111年），设表是、乐涫、绥弥县，同隶酒泉郡，今许三湾遗址所在区域大多属表是县。东汉灵帝光和三年（公元180年）“酒泉表氏地八十余动，涌水出，城中官寺民舍皆顿，县易处，更筑城廓”。（《后汉书•五行志》）
现存许三湾古城是明初洪武五年（公元1372年）高台站，明初洪武十二年（公元1379年）至明景泰七年（公元1456年）之间高台守御千户所的治所遗址。
遗存包括古城址、墓葬群、村落、防护工程、烽燧、农耕区等遗址，呈现出以古城为中心，以周围墓群为重点的分布格局。遗址分布面积达60平方公里。城内出土有大量“五铢”、“大泉五十”、“货泉”、“开元通宝”等汉、唐时期的钱币和铜箭头、铜印 (“部曲督印”等)及错银带钩等文物。城内散见灰、红色陶片。
“许三湾”一名始见于清雍正十三年至乾隆二年（公元1735-1737年）编撰的《重修肃州新志》，雍正时期“许三湾堡户三十九，口八十三”(《高台县志》)，是当时高台最小的城堡之一，开垦规模不大，并且到乾隆年间就再度荒弃了。